# Santa Venera
Santa Venera Málta egyik helyi tanácsa Valletta közelében. Lakossága 6087 fő. Nevét Szent Veneranda (vagy Venera) vértanúról kapta, rövidítve S. Venera-ként is írják.

## Története
Feltételezések szerint görög templom állhatott itt. Legkorábbi épületei a Szent Venerenda-kápolna (1473), a Wignacourt-vízvezeték és a Casa Leoni. 1883-tól 1931-ig itt volt a máltai vasút egyik állomása. Régi templomát 1912-től a kapucinusok vették át. 1918-ban lett önálló egyházközség. 1994 óta Málta 68 helyi tanácsának egyike. Az új plébániatemplom építése 1990-ben kezdődött, 2005. július 17-én szentelték fel. A községet ma is leginkább lakónegyedek jellemzik.

## Önkormányzata
Santa Venerát héttagú helyi tanács irányítja. A jelenlegi, hetedik tanács 2013 márciusa óta van hivatalban, 4 munkáspárti és 3 nemzeti párti képviselőből áll.
Elizabeth Vella polgármester 2010. augusztus 6-án lemondott 80 euró "hűtlen kezelésének" gyanúja miatt, azóta nincs adat a polgármester személyéről.
Polgármesterei:
- Michael Caruana (1994-2005)
- Stephen Sultana (Munkáspárt, 2005-2008)
- Elizabeth Vella (Nemzeti Párt, 2008 - 2010. augusztus 6.)
- nincs adat (2010-2013)
- leendő munkáspárti polgármester (2013-)

## Nevezetességei
- Santa Venera-kápolna
- Wignacourt-vízvezeték (máltaiul Akvedott, angolul Wignacourt Acqueduct): Alof de Wignacourt nagymester építtette Valletta vízellátásához (1610-1615)
- Casa Leoni: António Manuel de Vilhena nagymester építtette 1730 körül, ma minisztérium
- Romeo Romano Gardens: a park egyik sarkában vízimalom áll, illetve megtekinthető egy régi farmépület és földműveléshez használt eszközök
- Új plébániatemplom
- St. Vincent-kápolna: 1876-ban épült a Vincenzo Bugeja Conservatory udvarára

## Érdekességek
Az egyházközségben lakott élete utolsó évében, és itt halt meg Szent Ġorġ Preca rendalapító, az első máltai szent (1880-1962).

## Kultúra
Band clubja a Banda Santa Venera (1964).
Egyházi szervezet:
- Santa Venera Scout Group[4] (1975)

## Sport
Labdarúgó-klubja a Santa Venera Lightnings Football Club (1945): jelenleg a harmadosztály tagja.

## Közlekedés
A Valletta és Mdina-Rabat közti útvonalon fekszik, mindenhonnan jól elérhető.
Autóbuszjáratai:
- Valletta felől: 71 (Birkirkara), 73 (Ħal Lija), 74 (St. Anton), 157 (St. Margherita Estate), 159 (Buġibba)